# Kitty Flanagan
Kitty Flanagan, född den 18 juli 1970 i Sydney, New South Wales, är en australisk skådespelare.
Flanagan har bland annat medverkat i TV-serien Utopia där hon spelade Rhonda, en av seriens huvudroller. I TV-serien Fisk spelar hon titelkaraktären Helen Tudor-Fisk.

## Filmografi
- 2014–2023 – Utopia (TV-serie)
- 2021–2024 – Fisk (TV-serie)